# Dagens Industri

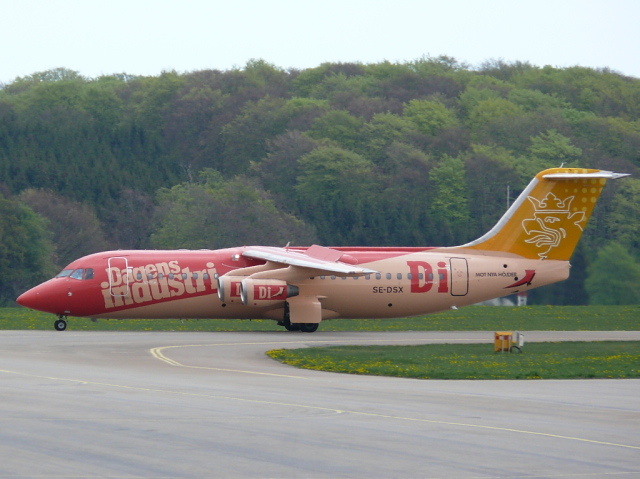
un avion affrété au journal

Dagens Industri (DI) est un journal suédois de nouvelles financières au format tabloïd. Il est détenu par le groupe Bonnier AB, une société contrôlée par la famille suédoise du même nom.

## Histoire
Fondé en 1976, il paraissait deux fois par semaine à cette époque. En 1983, il paraissait cinq fois par semaine, puis en 1990, il est passé à six fois par semaine. 
Depuis 1990, il est publié dans d'autres pays, dont l'Autriche, l'Estonie, la Lettonie, la Lituanie, la Pologne, la Russie, l'Écosse et la Slovénie. 